# Паровий млин Бялика
Паровий млин Бялика — колишнє борошномельне підприємство, що існувало в Києві з 1881 року.  

## Історія підприємства
Млин виник 1881 року на садибі, що належала купцю Лейбі Бялику (вулиця Набережно-Хрещатицька вулиця, 29, нині Ярославська, 57 та Набережно-Хрещатицька, 49). Власником підприємства був Лейба Бялик. 
У довіднику «Мукомольное дело в россии» (1909) вміщено докладний технічний опис млина: «Мельн. Силенко, мех. Курочкинъ. М. автомат., сущ. съ 1881 г. 1 пар. вертик. маш. 150 силъ зав. Эртеля (Лейпцигъ), 1 горизонт, маш. 100 силъ, 2 водотрубн. котла 230 кв. метр. общ. поверхн. нагр. зав. Бабкокъ и Вилькоксъ. 11 вальц. стан. зав. Добр, и Набг., 5 крупов. Хагенмахера,7 разсѣвовъ, 10 бур., 1 фильтръ, 2 п. франц. камн., 4 горизонт, об. и 7 тріеровъ. Отопл.— дрова и торфъ. Освѣщ. —электр. Динамомаш. «Уніонъ» 60 амперъ. М. перемал. пшеницуи рожь. Сред. сут. размолъ 3000 пуд. пшеницы и 1000 п. ржи. Сортовъ муки пшен.— 9, ржан.— 3. Сбыть намѣстѣ, въ Привисл. и Сѣв.-Зап. кр. При М. лѣсопильный заводь.»
За даними довідника «Список фабрик и заводов российской империи» (1912), млин мав такі дані: «Бяликъ. Лейб. Як„ куп. 1 г. Муком. и лѣсн. зав. г Кіевъ, Набер.-Крещатпнск. ул., д. № 29. Тел.:Кіевъ, мельн. Бялика, Мука рж. (305 т. р.) и пилен. лѣсн. матер. Год. произв. 316.563 р. Выруч. по зак. 57,258 р. Двпг. пар. съ ч. с. 230. Чис. раб. 77.»
За даними довідника «Весь Юго-Западный край» (1913), млин орендував Векслер та сини. За даними довідника «Календарь. Адресная и справочная книга г. Киева на 1916 год», у рік млин переробляв 250 000 пудів жита і 800 000 пудів пшениці, працювало 40 робітників. 
У довіднику 1925 року млин не згадано серед діючих на той час млинів міста. Терен колишнього млина згодом обіймали різні підприємства, там виникла інша промислова забудова, а споруда колишнього млина не збереглася. 